# Château du Clos de Vougeot
 (août 2023).
Si vous disposez d'ouvrages ou d'articles de référence ou si vous connaissez des sites web de qualité traitant du thème abordé ici, merci de compléter l'article en donnant les références utiles à sa vérifiabilité et en les liant à la section « Notes et références ».
Le château du Clos de Vougeot est un château construit entre le XIIe et le XVIe siècles, de style cistercien et Renaissance, situé au cœur du vignoble du clos-vougeot à Vougeot (Bourgogne), sur la route des Grands Crus reliant Dijon et Beaune. 
Classé aux monuments historiques depuis 1948 (un arrêté confirmé en 1949), il est géré par la confrérie des chevaliers du Tastevin. Devenu en 2015 le siège des climats de Bourgogne, au moment de leur inscription au Patrimoine mondial de l'Unesco, c'est un lieu emblématique du vignoble bourguignon et de la gastronomie bourguignonne,.

## Historique

### XIIe–XVesiècles
En 1098, l'ordre monastique des Cisterciens se forme, avec la fondation de l'abbaye de Cîteaux, située à 12 kilomètres au sud-est de Vougeot. Au XIIe siècle, les moines cultivent déjà la vigne et acquièrent de nombreuses terres situées autour de l'abbaye, grâce aux donations de la noblesse bourguignonne et à des achats. C'est ainsi que le vignoble du clos-vougeot est constitué entre 1109 et 1115. Pendant près de sept siècles, les moines plantent, cultivent et développent le vignoble, l'entourant de murs au cours de son exploitation, d'où son nom : le clos de Vougeot. 

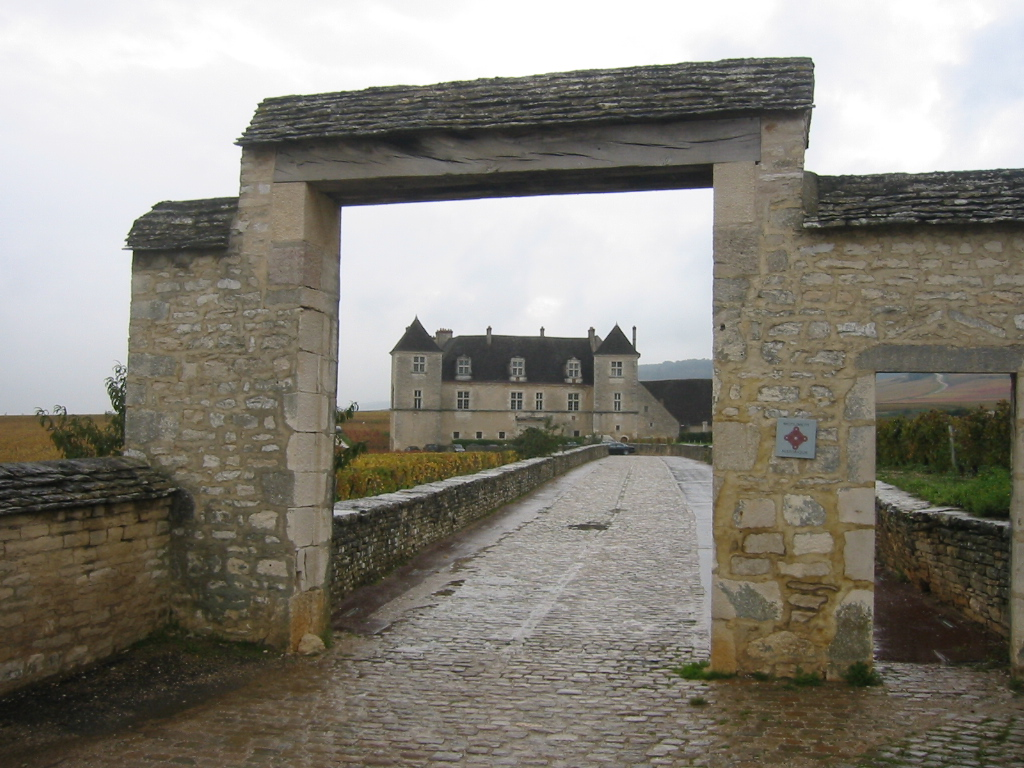
Allée du château et muret enserrant le vignoble
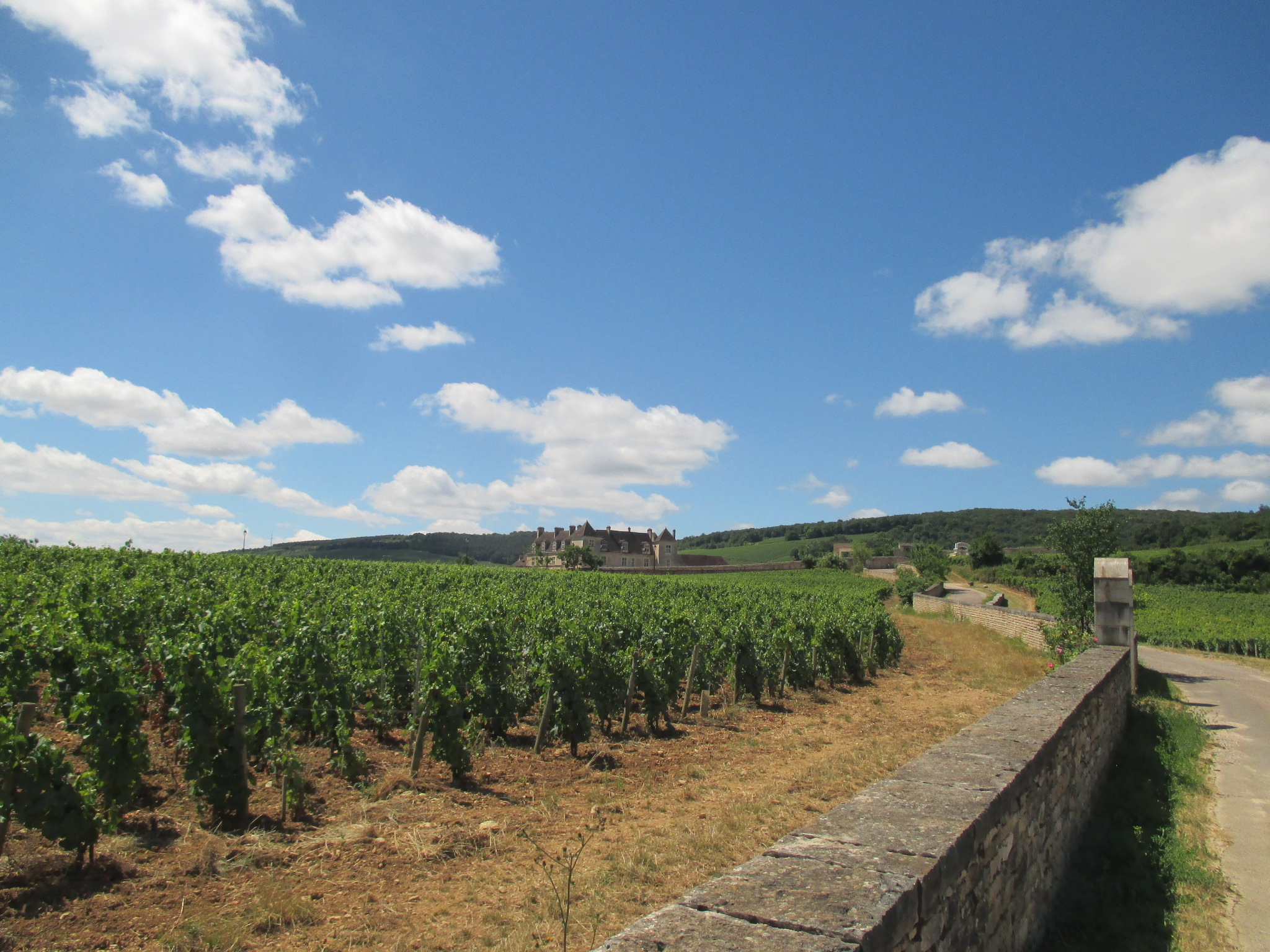
Le vignoble du clos de Vougeot

La culture de la vigne les oblige alors à construire des bâtiments pour l'exploiter. Au XVe siècle, ils bâtissent donc une cuverie en forme de cloître, équipée de quatre pressoirs à vin à cabestan monumentaux en bois de chêne, capable de presser chacun quatre tonnes de raisins, ainsi que de nombreuses cuves pour y accueillir le vin. 

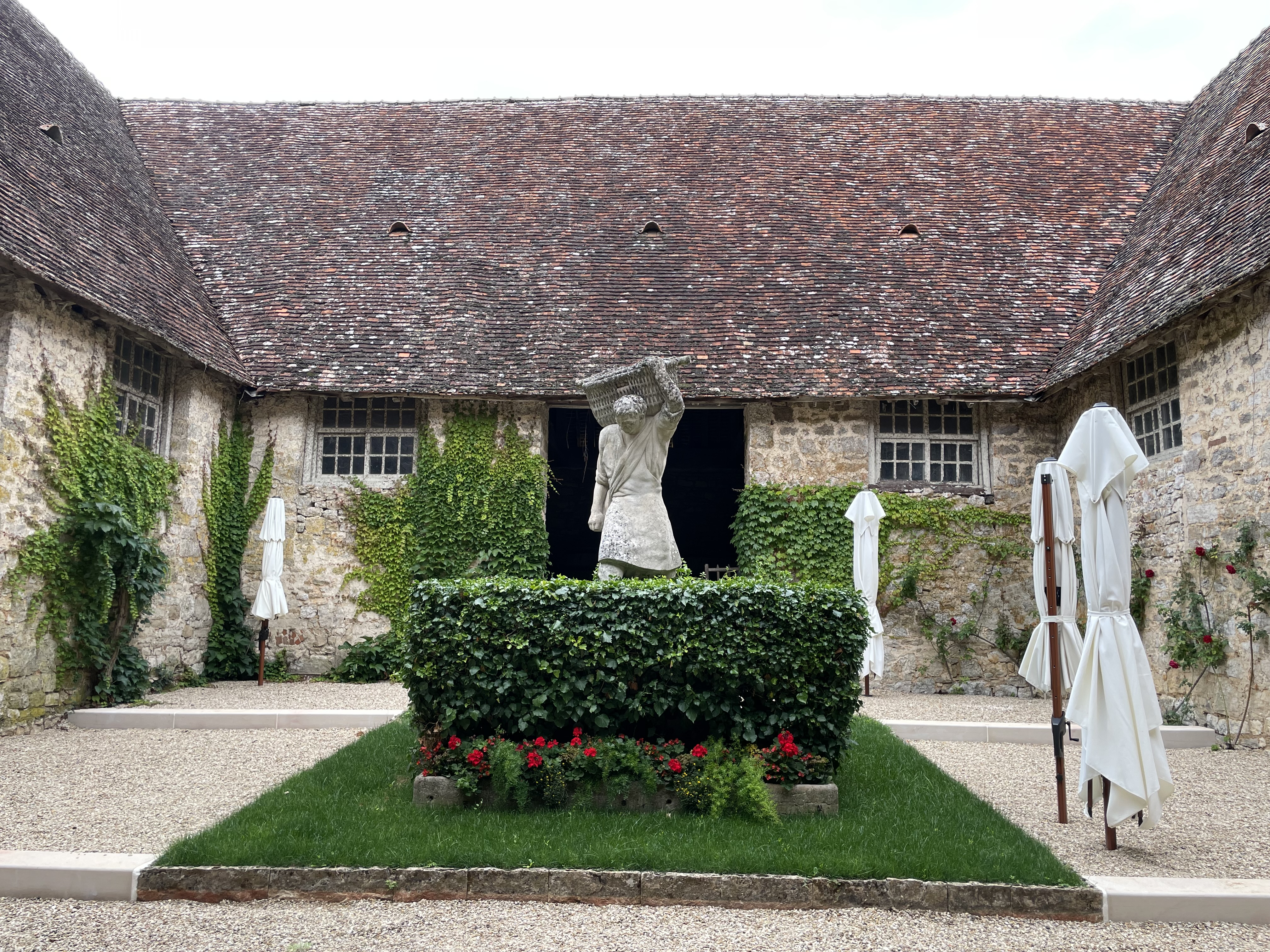
Intérieur du cloître de la cuverie du château
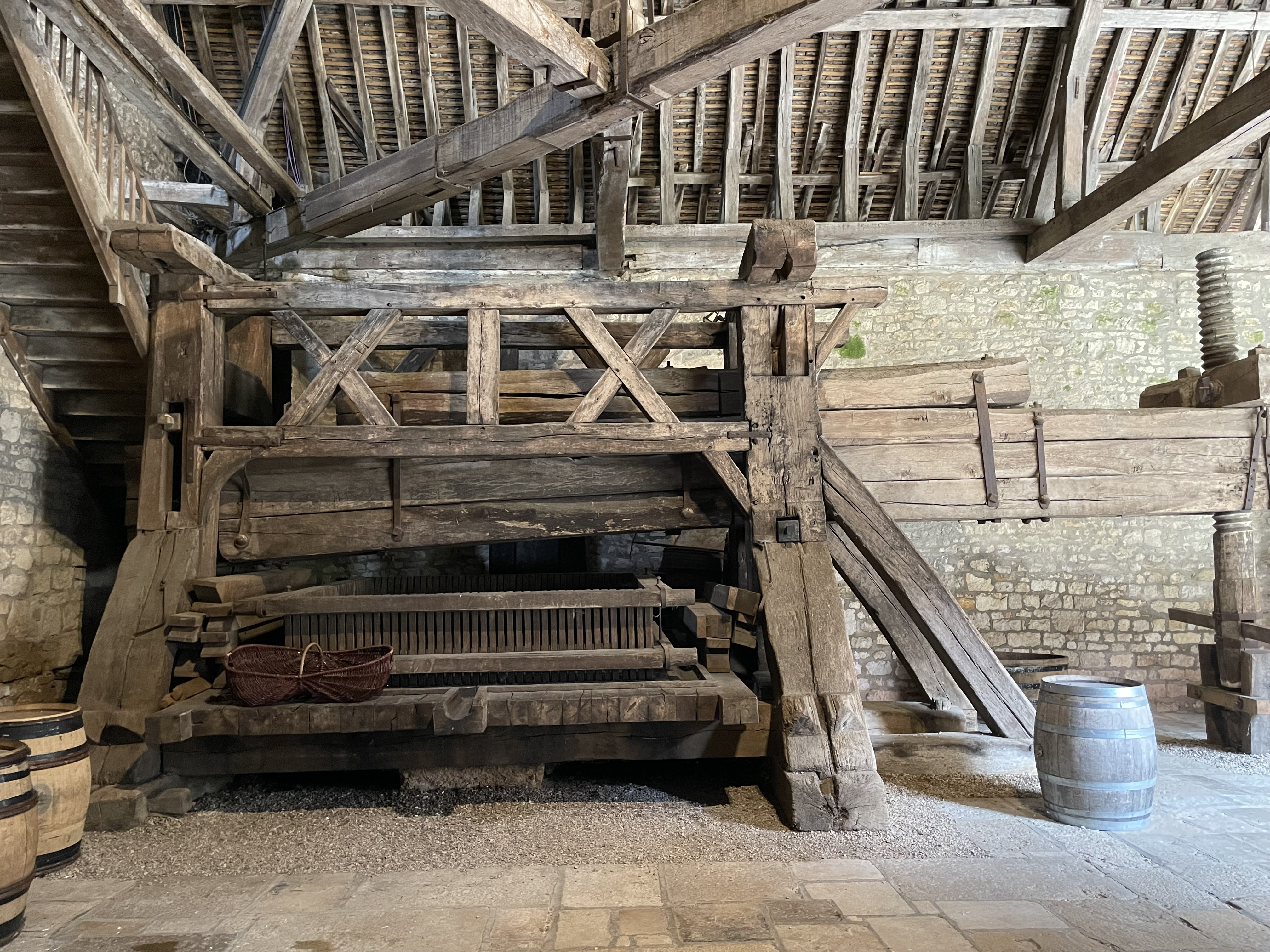
Pressoir exposé dans la cuverie
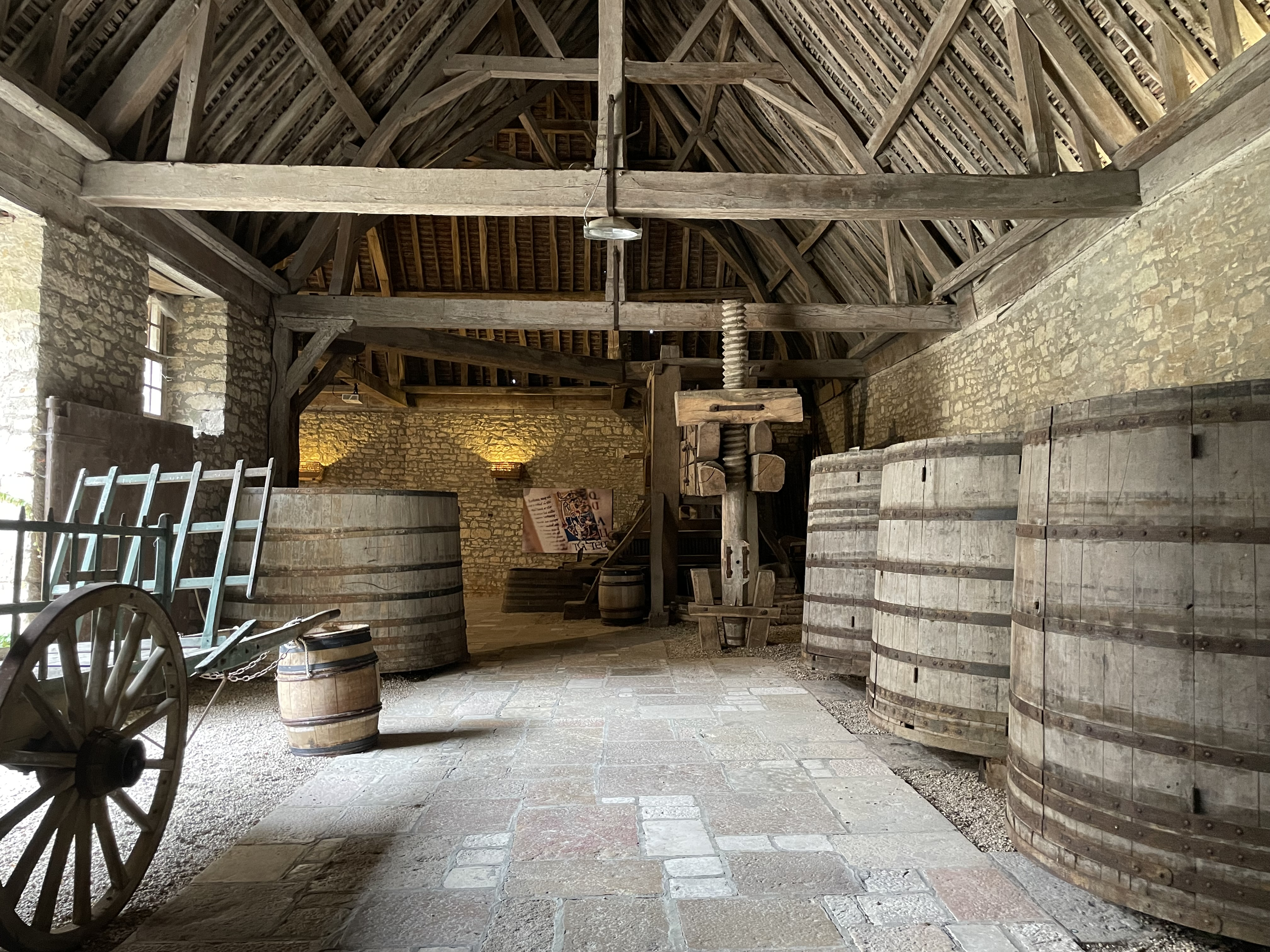
Rangée de cuves dans le cloître du château

La construction de la cuverie est suivie d'un grand cellier à demi enterré, composé de 8 piliers de pierre soutenant une charpente en bois, et de fenêtres à lancette permettant de doser la lumière et la température du lieu. Le cellier peut alors accueillir 2 000 pièces de vins (des fûts de 228 litres).
Au-dessus du cellier, un vaste grenier - doté d'une charpente monumentale à l'origine accompagnée d'une toiture en laves de Bourgogne - est aménagé afin de servir de dortoir aux frères convers venus de l'abbaye de Cîteaux travailler dans les vignes.

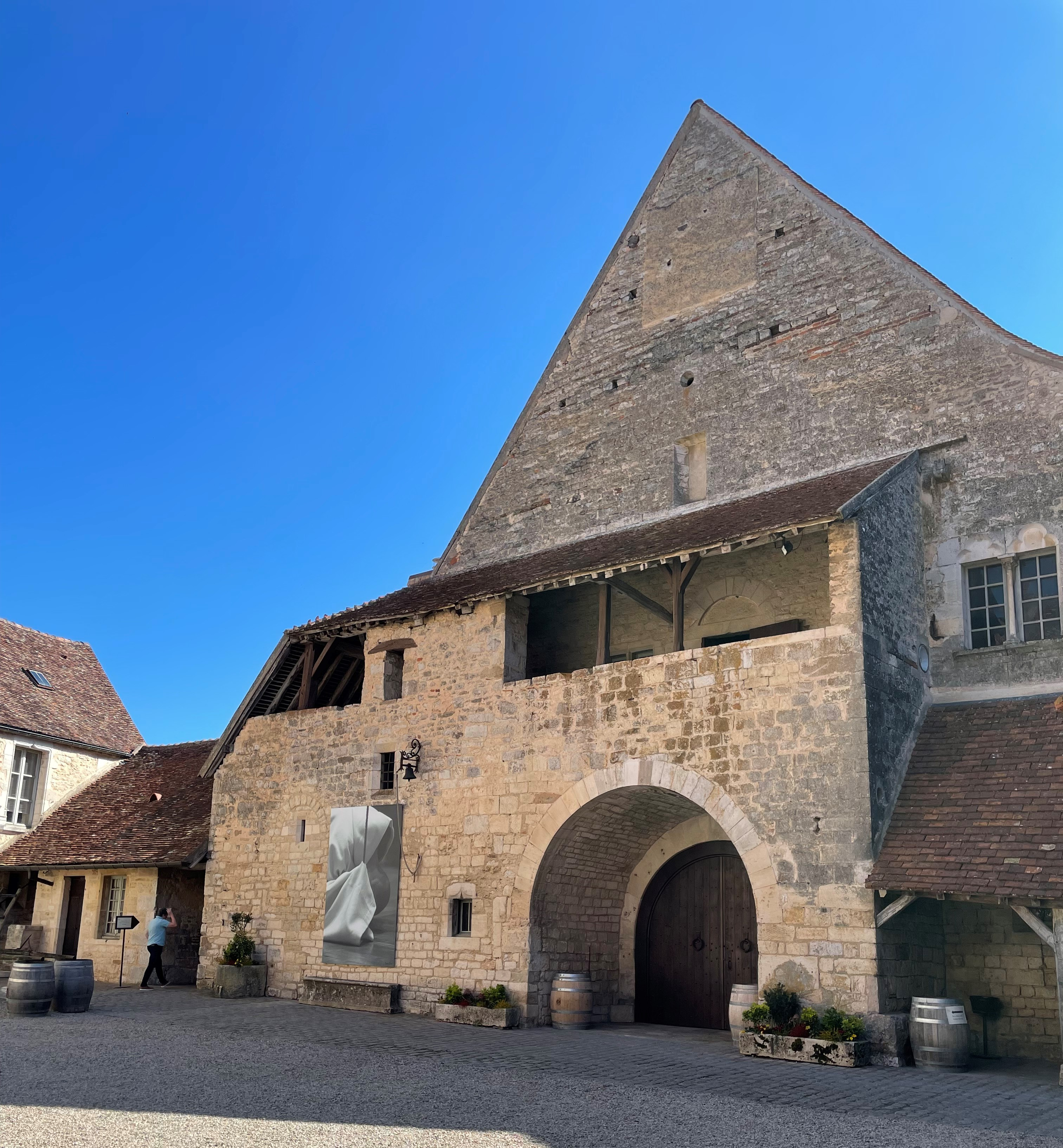
Grand cellier et dortoir des moines vus de la cour intérieure
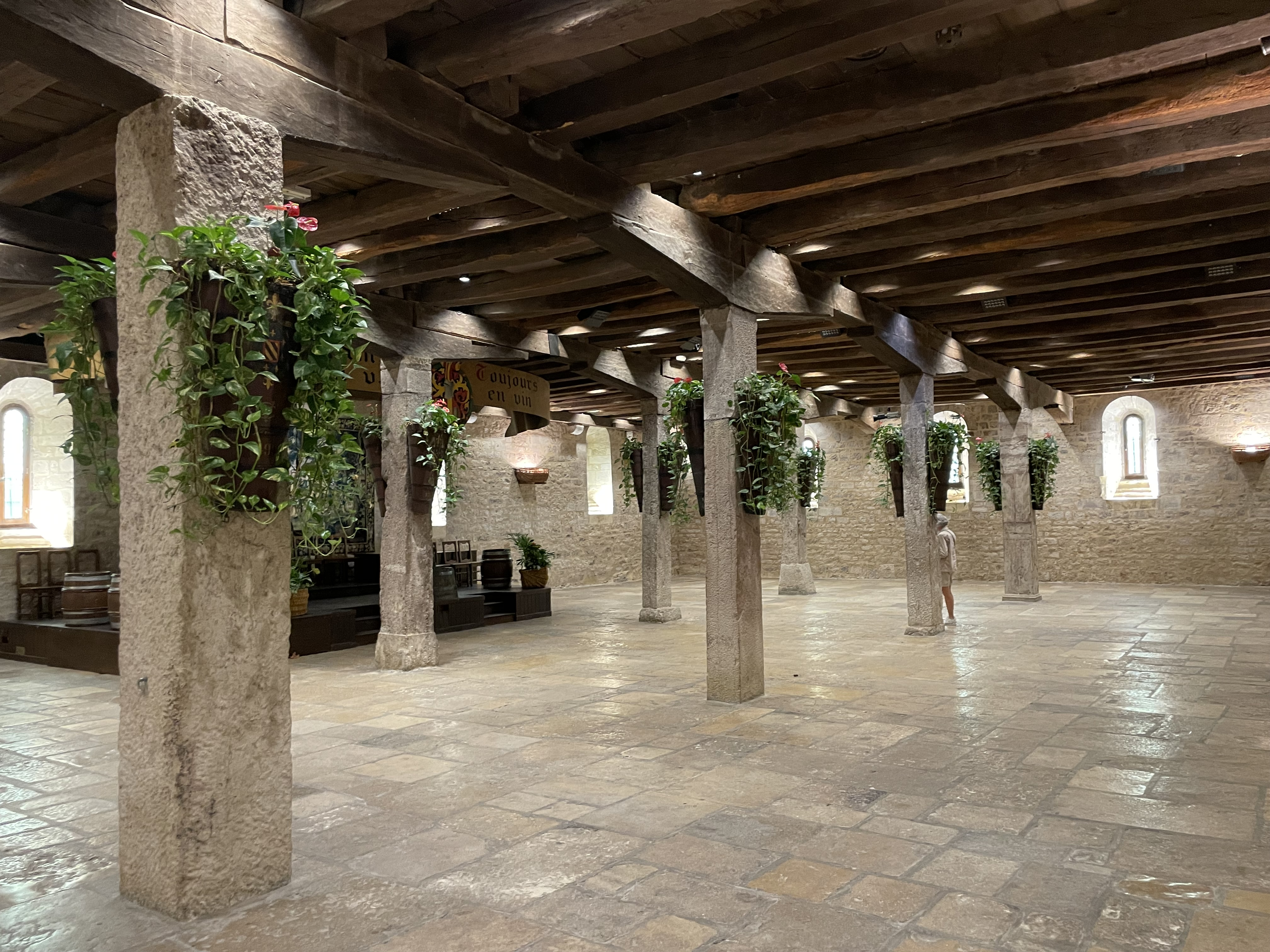
Grand Cellier
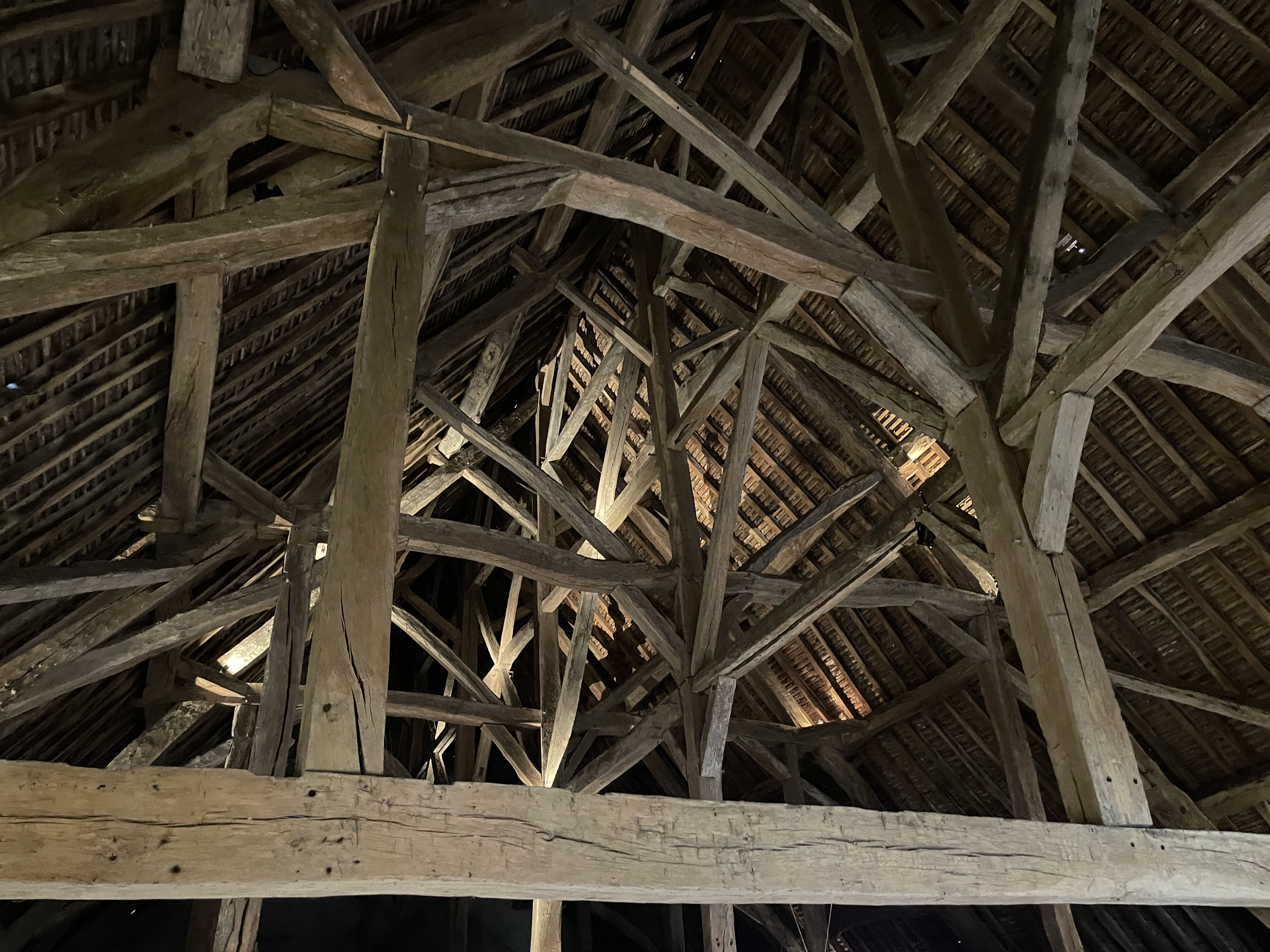
Charpente de l'ancien dortoir des moines

### XVIe–XVIIIesiècles
En 1551, Dom Jean XI Loisier, 48e abbé de l'abbaye de Cîteaux, fait ajouter à ces bâtiments d'exploitation viticoles un manoir de style Renaissance - identifiable à ses fenêtres à meneaux -, inspiré du palais royal du Louvre du roi Henri II, afin de lui servir de lieu de résidence. Cet ajout marque ainsi la naissance du Château du Clos de Vougeot dans sa forme actuelle.

Le 13 février 1790, en pleine Révolution française, l'abbaye de Cîteaux et ses annexes, à savoir 13 000 hectares de domaines acquis au cours des siècles (dont le clos de Vougeot), sont confisquées et déclarées biens nationaux.

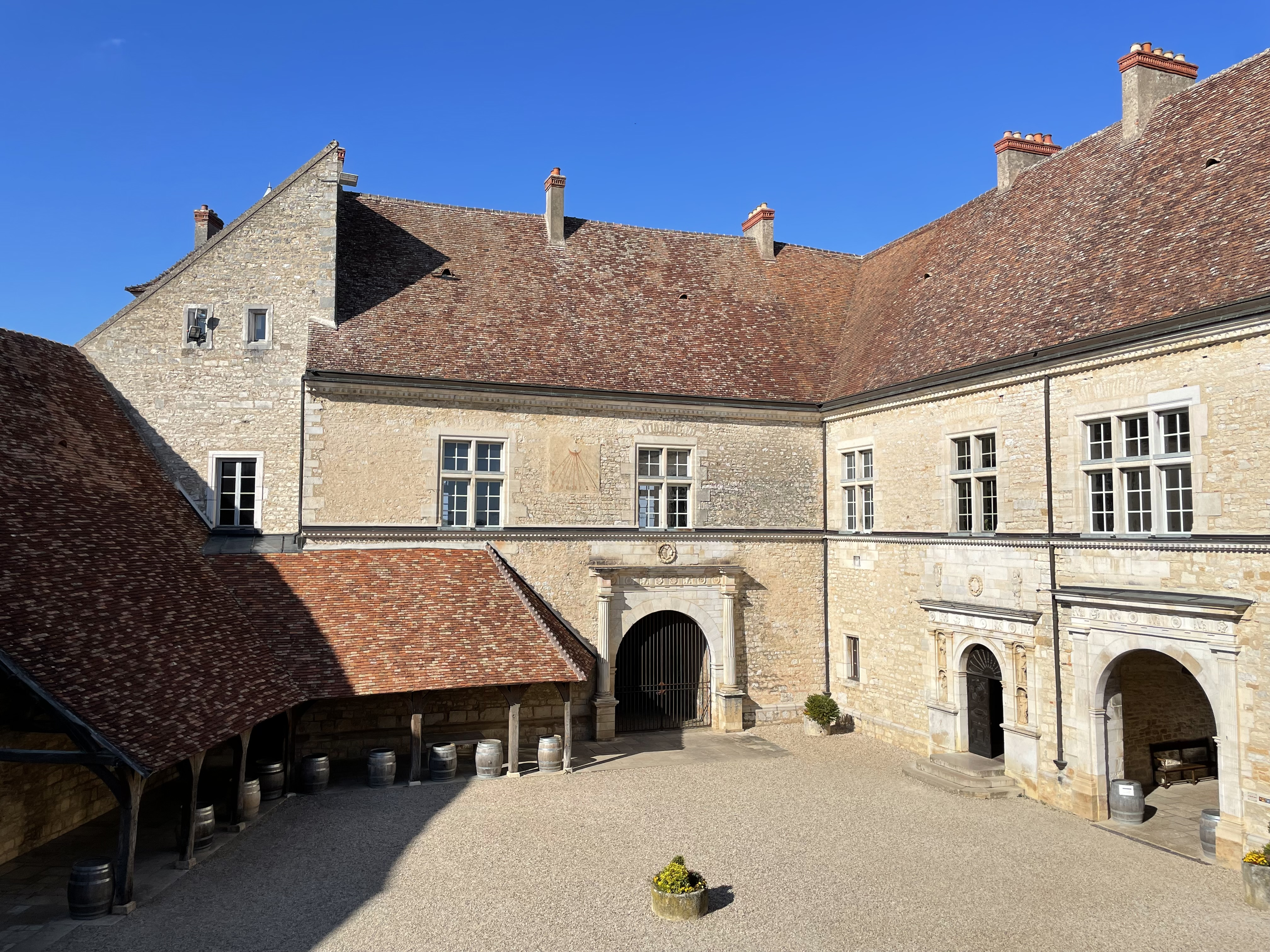
Façades de l'aile Renaissance
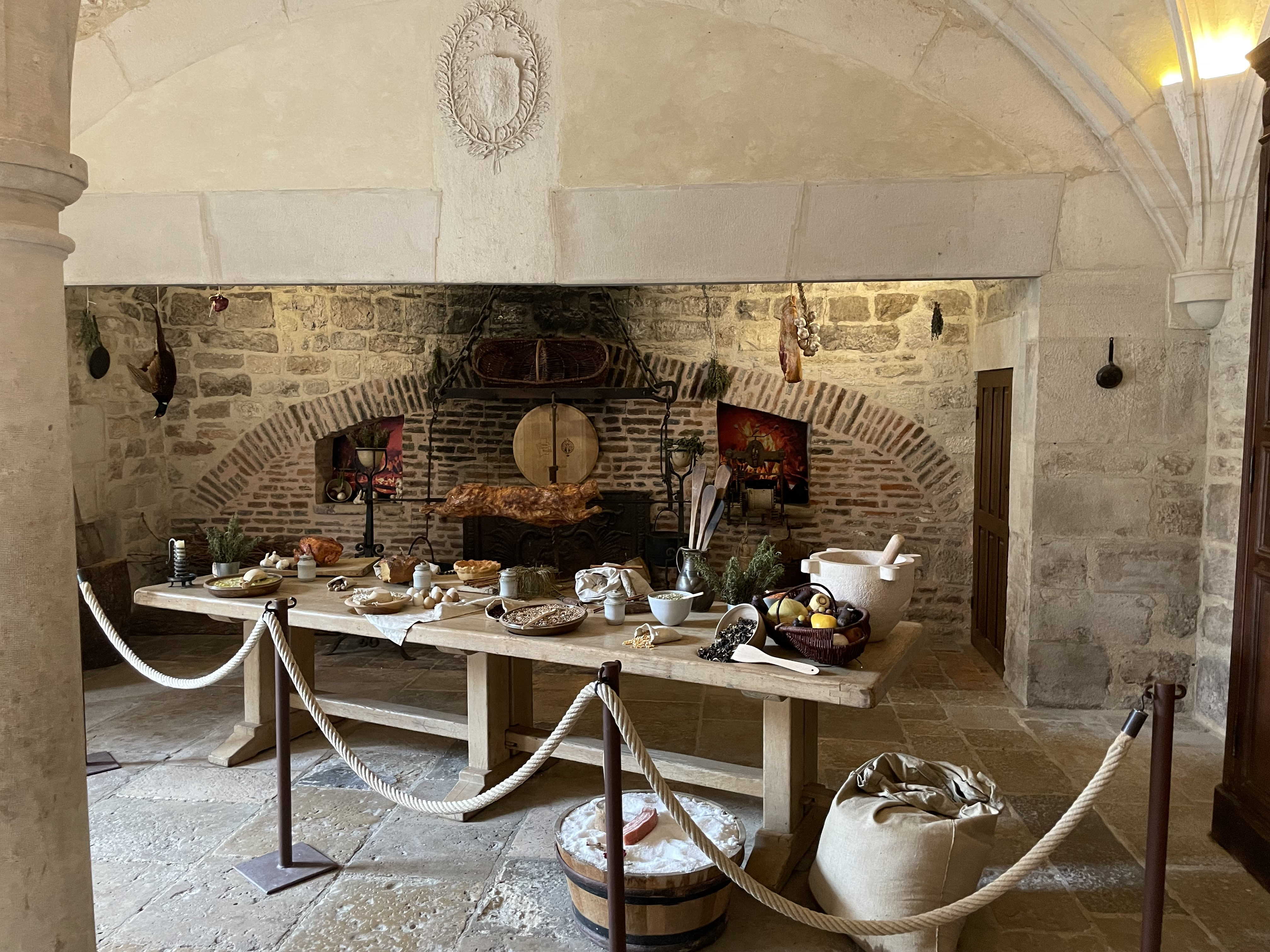
Ancienne cuisine de l'aile Renaissance

### XIXe–XXesiècles
Dès 1818, le château et son domaine sont acquis par la famille Ouvrard. D'abord gérés par Gabriel-Julien Ouvrard, célèbre banquier français sous Napoléon, ils sont ensuite administrés par son fils, l'homme politique Jules Ouvrard, jusqu'au décès de ce dernier en 1861. Son neveu par alliance en devient alors le gestionnaire, mais le domaine est rapidement mis à la vente, sans trouver de propriétaire durable capable de le conserver. Durant cette période, le château n'est pas entretenu et est laissé à l'abandon. 
En 1889, le château et quinze hectares de vignes qui lui sont attenantes sont rachetés par un propriétaire bourguignon et négociant en vins, Léonce Bocquet, qui sauve l'édifice de la destruction et le restaure à grand frais. Il réhabilite les salles du premier étage et notamment leurs remarquables cheminées, en conservant le style Renaissance du lieu. Très attaché au monument, il sera inhumé dans l'enceinte du château au moment de son décès en 1913.

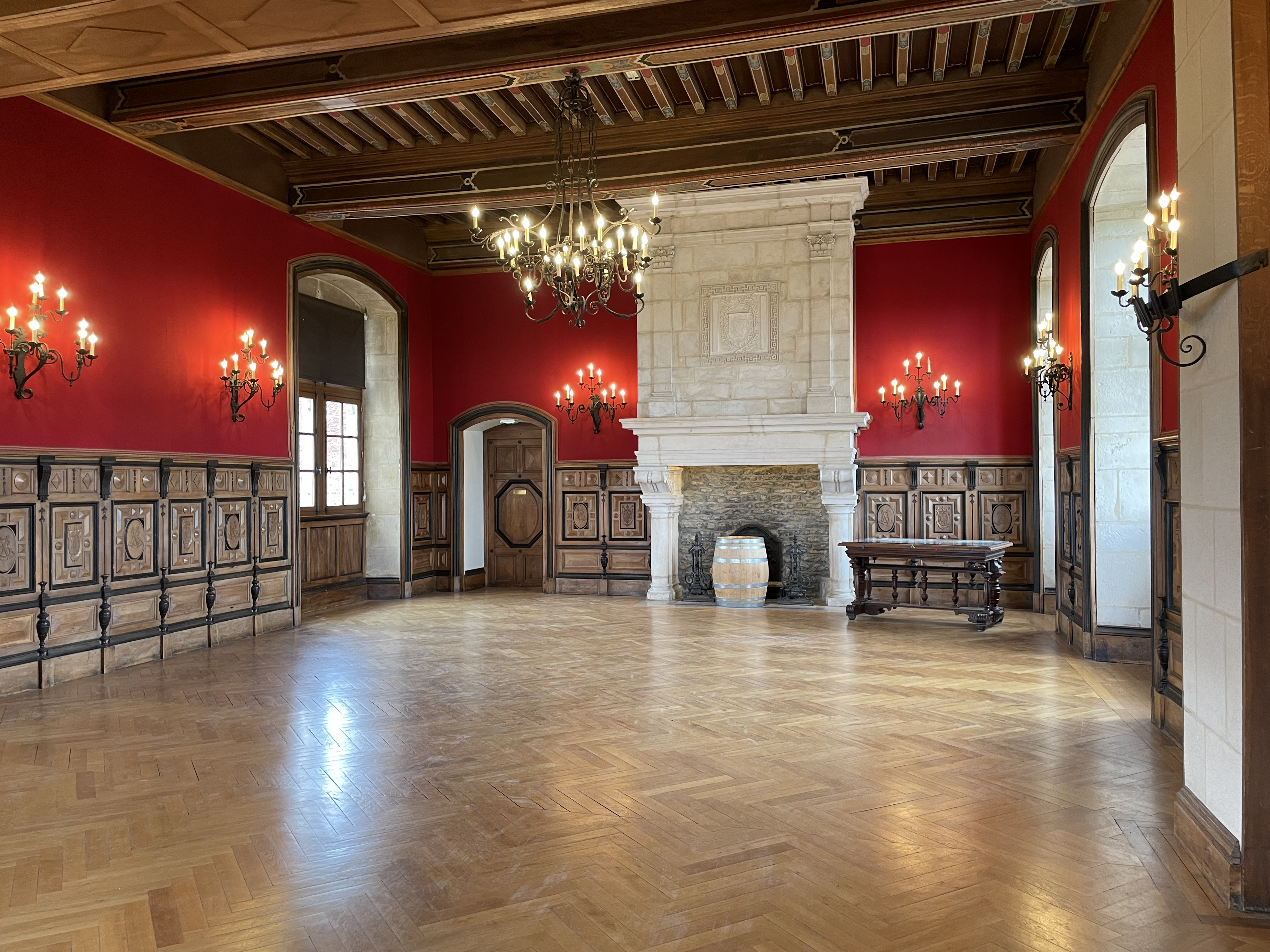
Salon et cheminée de l'aile Renaissance
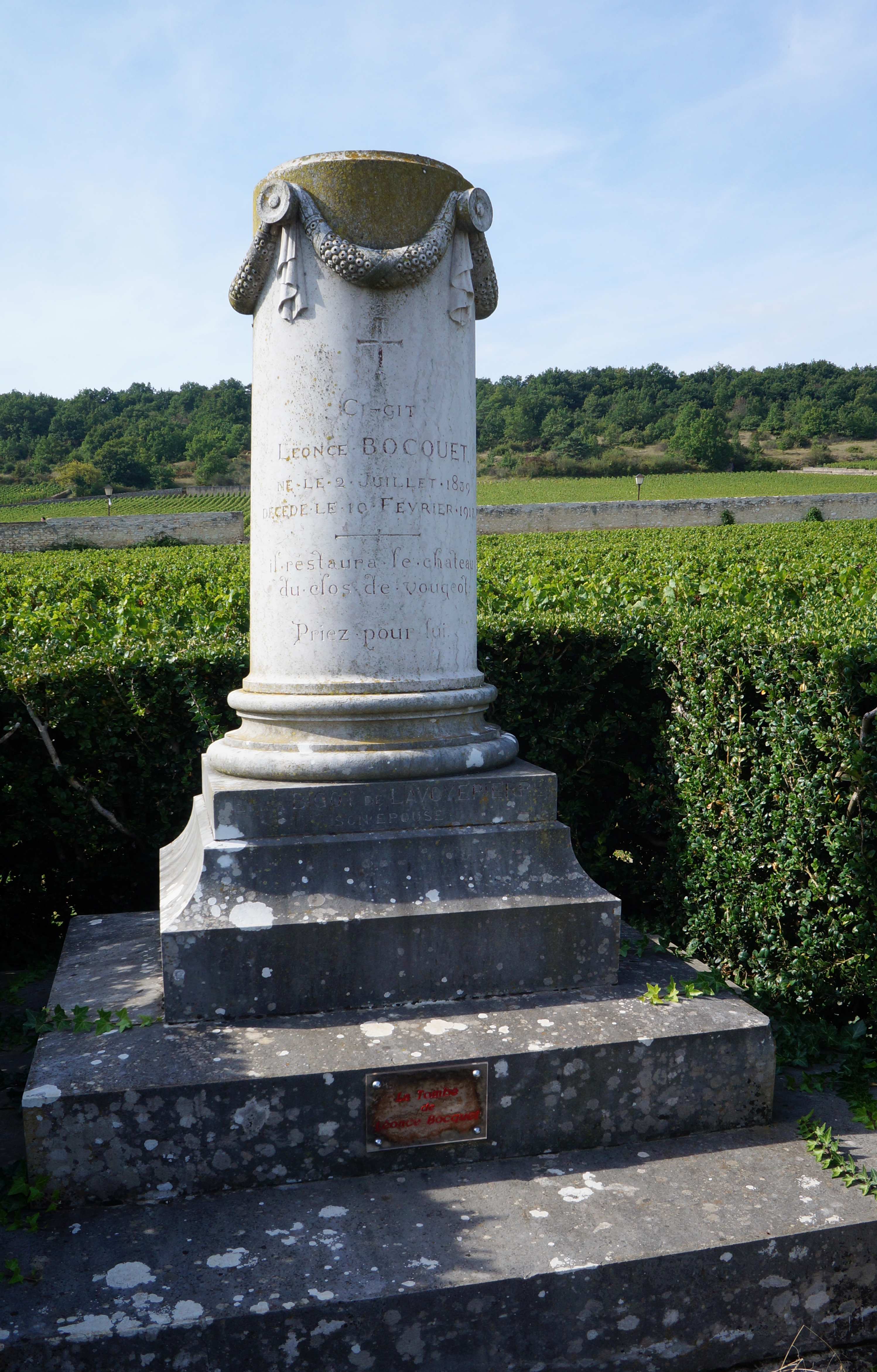
Stèle à la mémoire de Léonce Bocquet,

La succession est ensuite difficile et oblige la famille de Léonce Bocquet à vendre ses propriétés. En 1920, le château du Clos de Vougeot est acquis par Étienne Camuzet, propriétaire viticole à Vosne-Romanée et député de Côte-d'Or ; les quinze hectares de vignes sont vendus à 15 propriétaires-viticulteurs de la région (dont fait partie Étienne Camuzet). N'étant plus en mesure d'entretenir le château, le député le vend, le 29 novembre 1944, à la société civile des Amis du Château du Clos de Vougeot, qui accorde aux membres dirigeants de la confrérie des chevaliers du Tastevin (créée en 1934) un bail de 99 ans. Une nouvelle fois très dégradé, la confrérie s'emploie au cours de la deuxième partie du XXe siècle à le restaurer. Quant à l'ensemble des vignes entourant le château, elles sont aujourd'hui partagées par plus de 80 propriétaires.

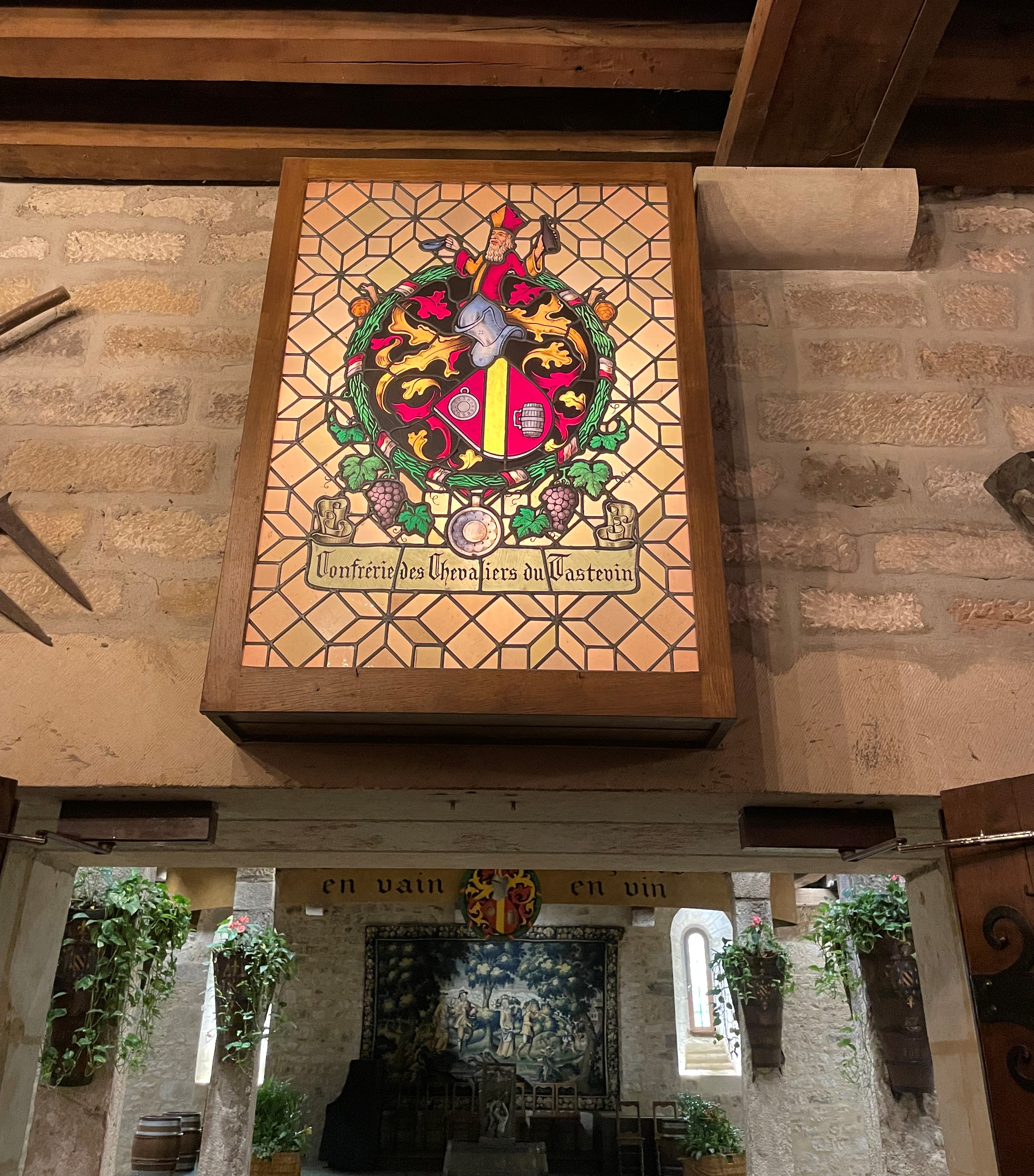
Armoiries de la confrérie situées à l'entrée du Grand cellier
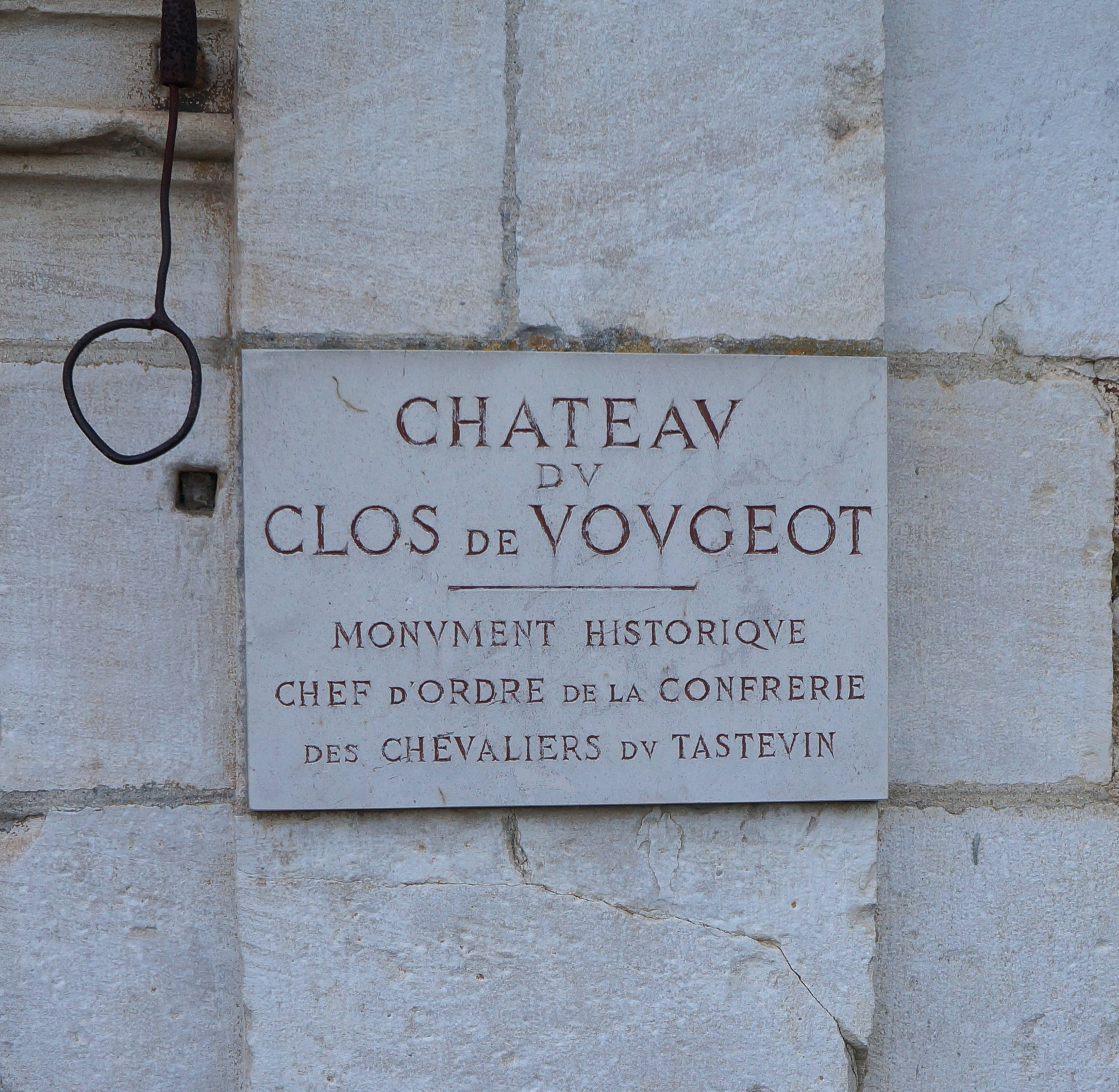
Plaque apposée à l'entrée du château
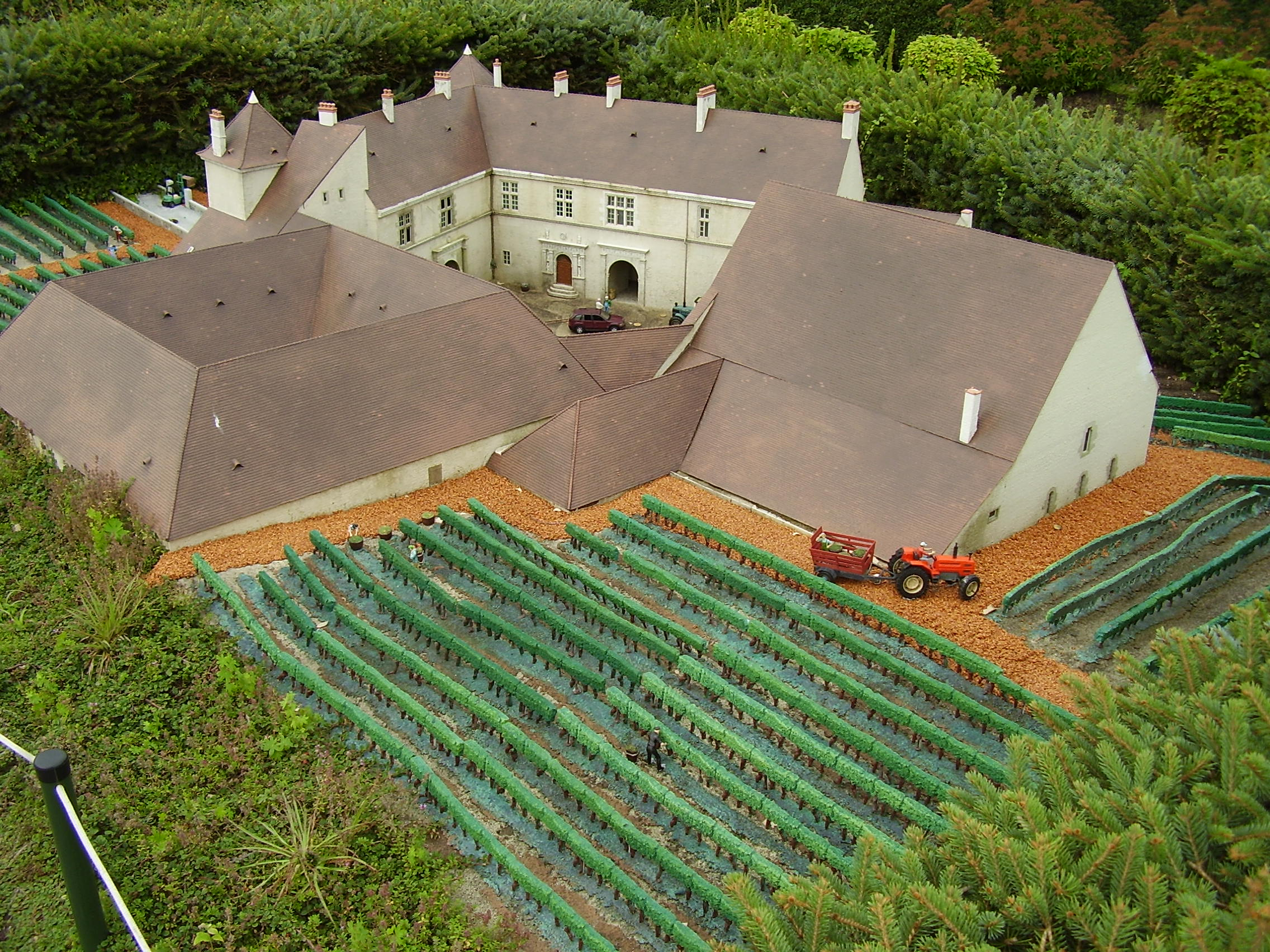
Maquette du parc Mini-Europe

### Le Château de nos jours
Depuis la fin de la Seconde Guerre mondiale et son acquisition par la confrérie des chevaliers du tastevin, le château du Clos de Vougeot, toujours entouré de 50 hectares de vignes, est devenu un lieu important de promotion des vins de Bourgogne et de la gastronomie bourguignonne.

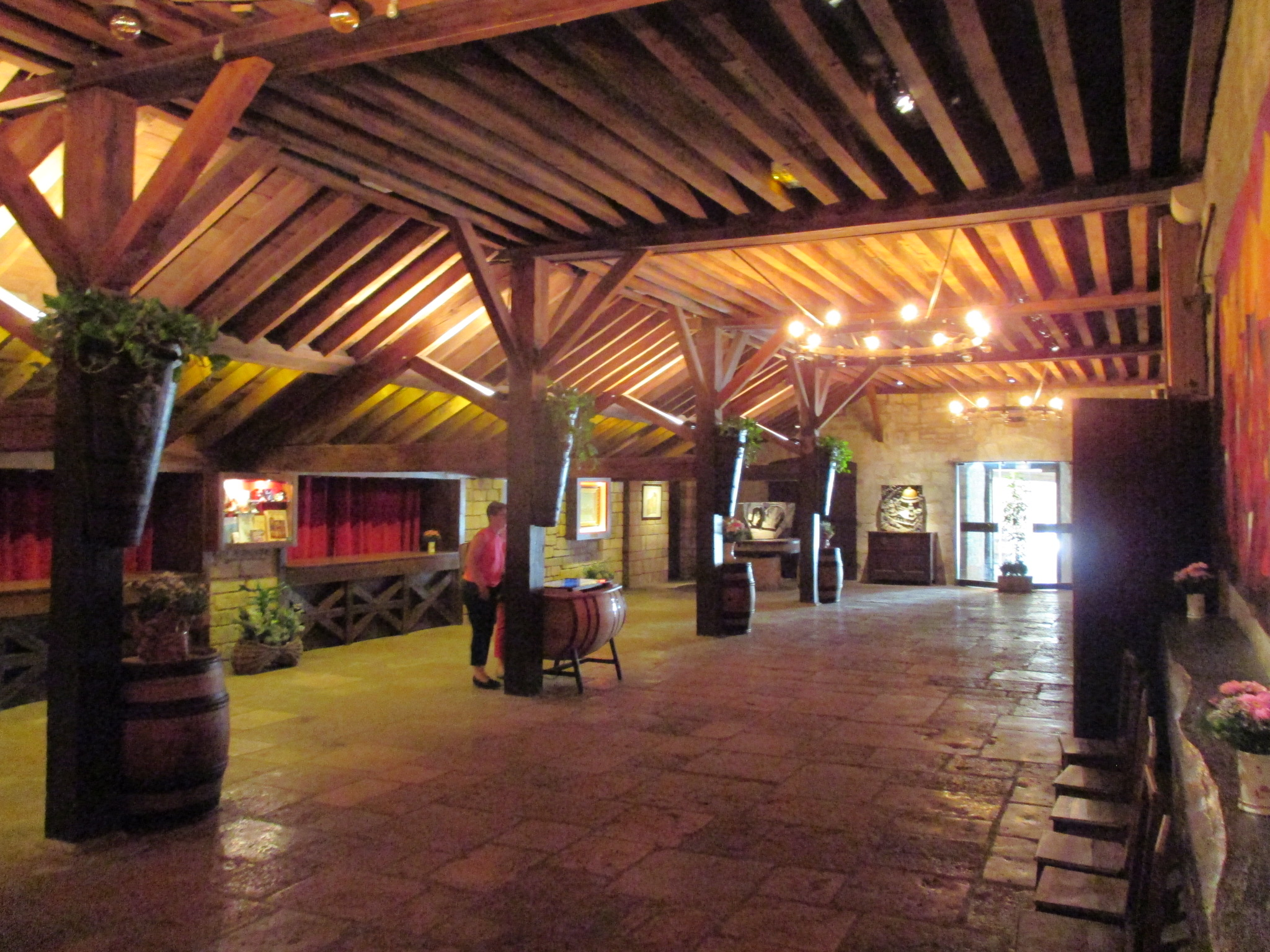
Cellier / salle de banquet
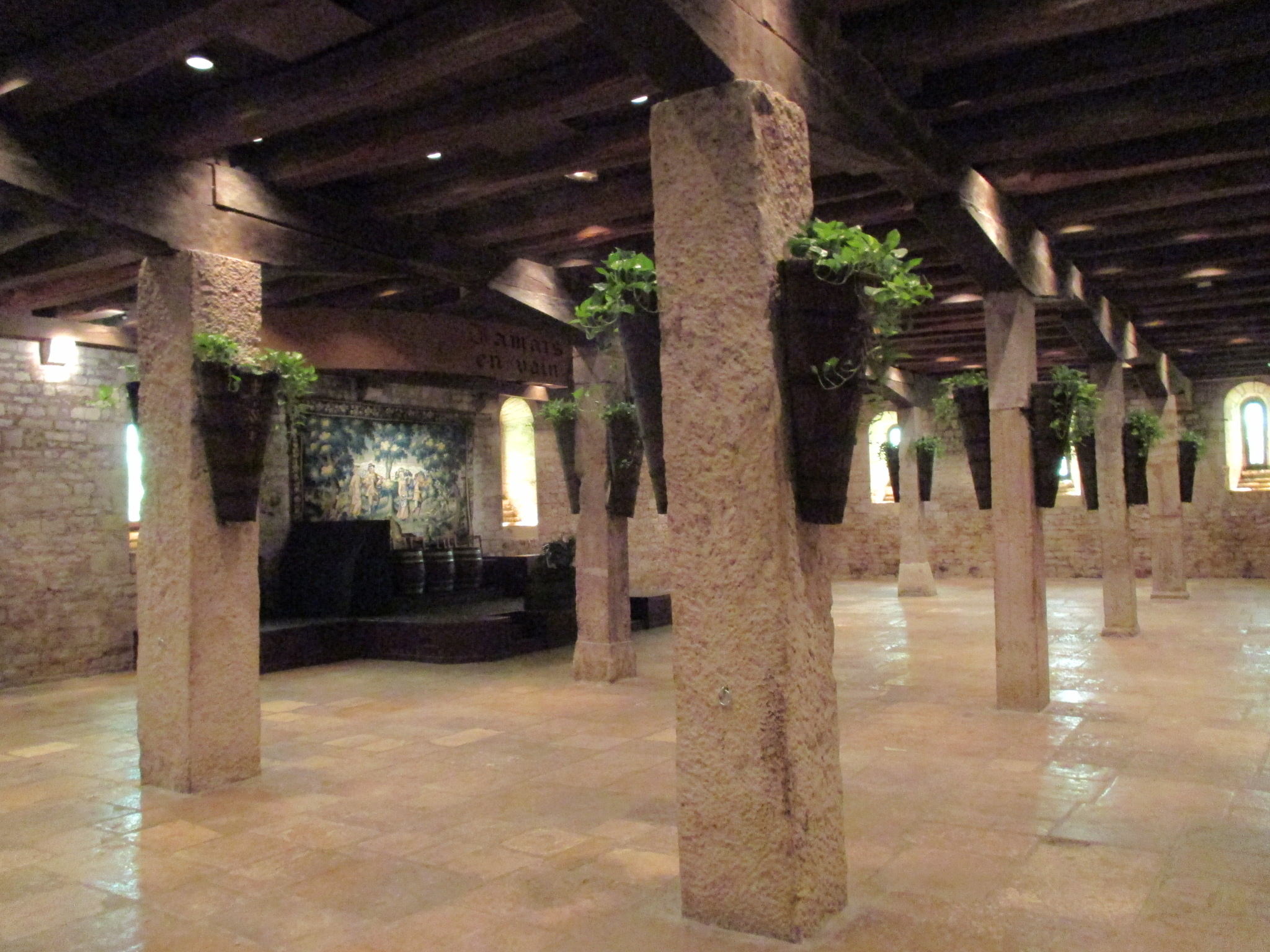
Cellier / salle de banquet
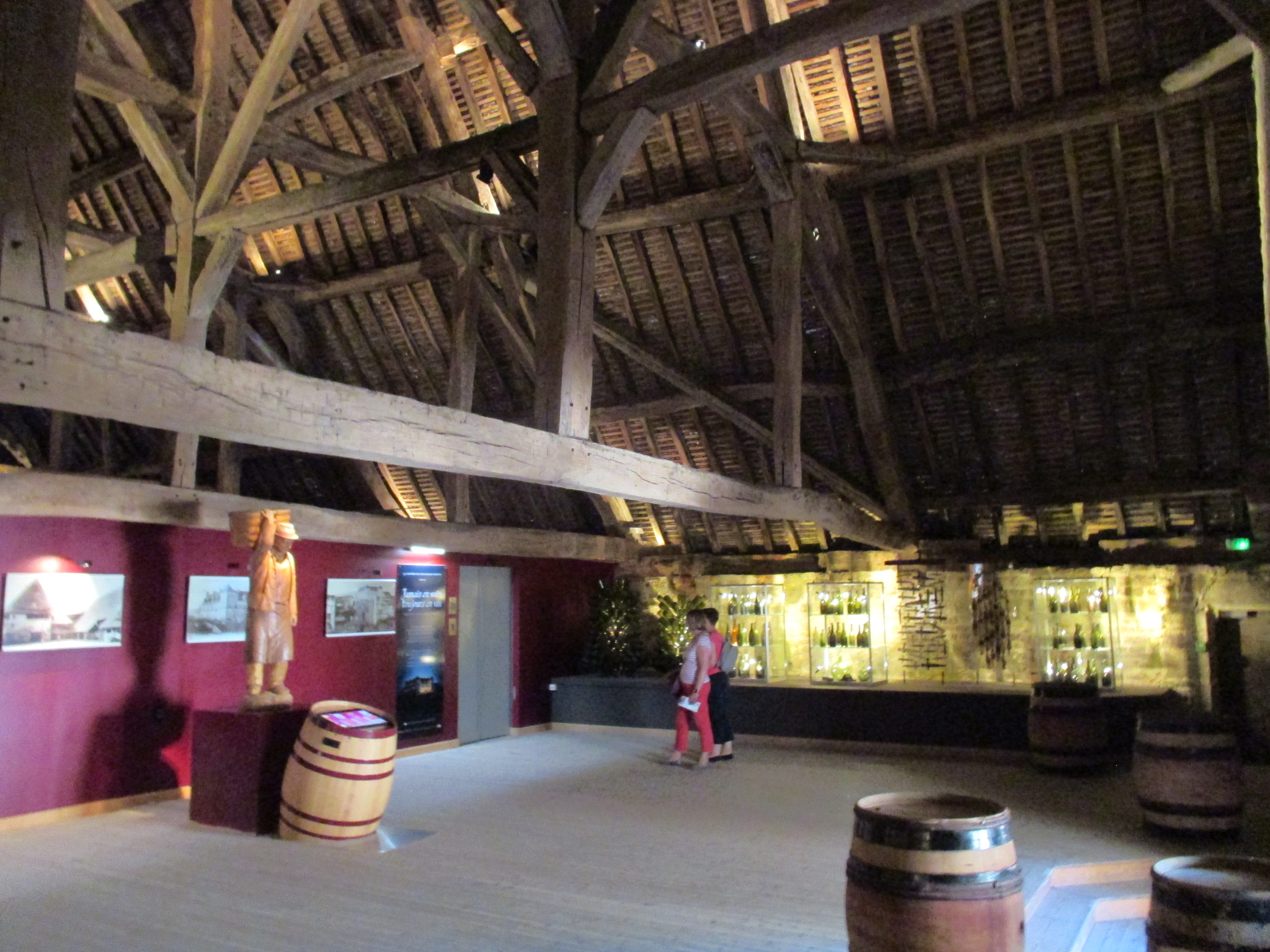
Dortoir des moines, actuel musée / salle de projection
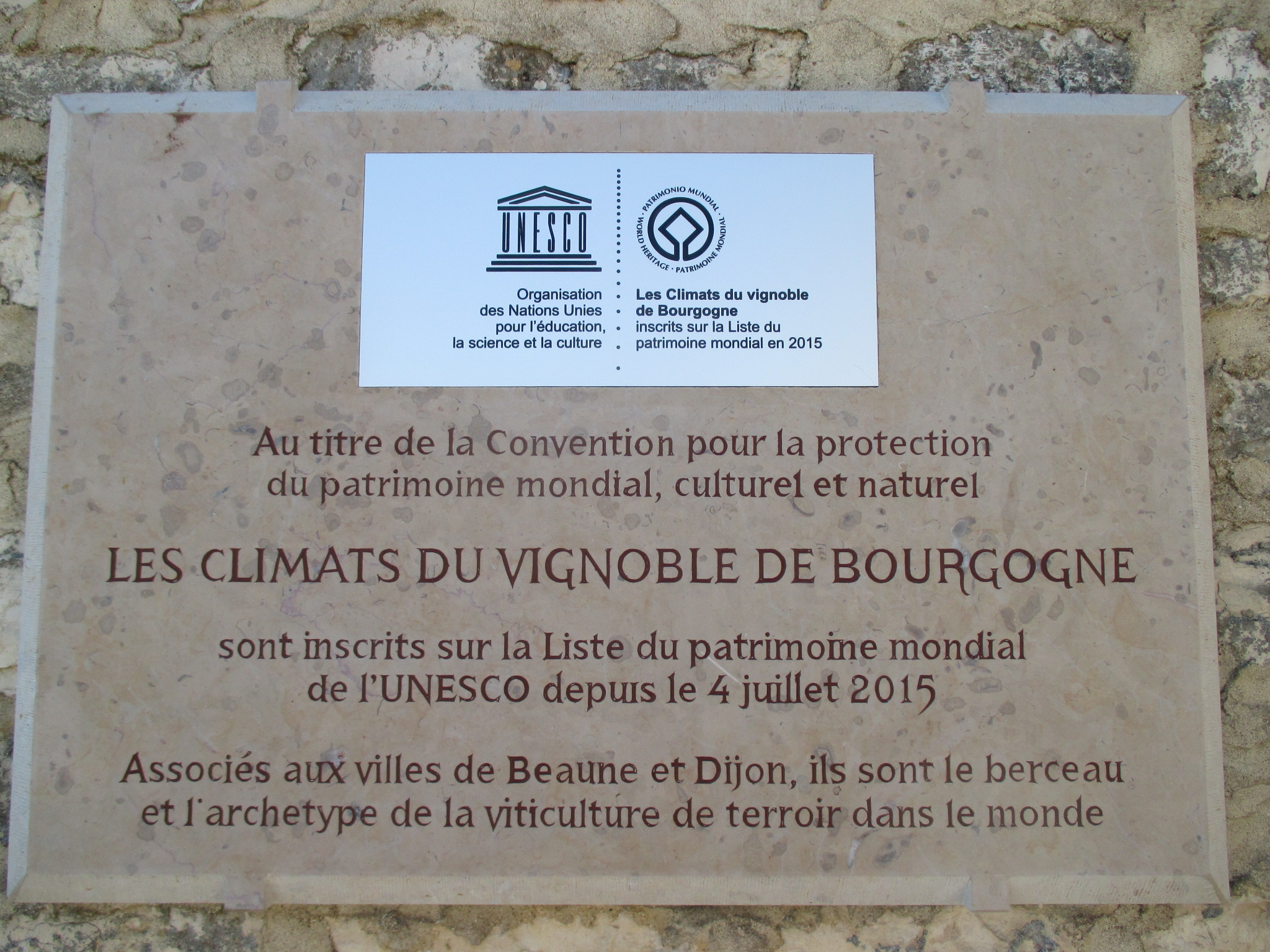
Les Climats de Bourgogne : plaque située à l'entrée du château

#### Les Journées mondiales de l’œuf en meurette
Depuis 2019, le château du Clos de Vougeot organise début octobre les Journées mondiales de l’œuf en meurette et accueille à cette occasion en son sein le Championnat du monde de l’œuf en meurette,.

#### Livres en Vignes
Au mois de septembre, est organisé depuis 2008, le salon annuel Livres en Vignes, salon du livre et de l'œnophilie bourguignonne, consacré à la littérature, générale, à celle du vin et de la vigne, et à un certain art de vivre, avec plus de 80 auteurs.

#### Musique & Vin
Depuis 2008, le château accueille durant l'été le festival Musique et Vin.

#### Rose
Une variété de rose lui a été dédiée en 1908 du nom de 'Château de Clos-Vougeot'.
Georges Delbard crée la rose Clos-Vougeot en 1984 pour les cinquante ans de la Confrérie des Chevaliers du Tastevin. En 2019, son petit-fils Arnaud Delbard propose une nouvelle variété, la rose Clos Vougeot millésime 2019,.